# Reina (Spagna)
Reina è un comune spagnolo di 219 abitanti situato nella comunità autonoma dell'Estremadura.

## Storia
Si presume che l'attuale Reina ebbe origine presso l'antica città romana di Regina Turdolorum, all'incrocio delle due strade che collegano Cordova a Merida.
In quei tempi la popolazione era di quasi 4 000 abitanti.
Nel censimento del 1842 vi risiedevano 115 famiglie e 430 abitanti.